# 아와한다역
아와한다역(일본어: 阿波半田駅)은 일본 도쿠시마현 미마군 쓰루기정에 위치한 시코쿠 여객철도 도쿠시마 선의 철도역이다. 역 번호는 B19이며, 단선 승강장 1면 1선의 구조를 갖춘 지상역이다.

## 이용 현황
| 연도     | 하루 평균 | 연도     | 하루 평균 |
| 1995년도 | 174       | 2003년도 | 134       |
| 1996년도 | 195       | 2004년도 | 116       |
| 1997년도 | 175       | 2005년도 | 108       |
| 1998년도 | 170       | 2006년도 | 102       |
| 1999년도 | 166       | 2007년도 | 98        |
| 2000년도 | 158       | 2008년도 | 108       |
| 2001년도 | 145       | 2009년도 | 124       |
| 2002년도 | 135       | 2010년도 | 135       |
| -------- | --------- | -------- | --------- |

## 역 주변
- 요시노강
- 국도 제192호선

## 역사
- 1914년 3월 25일 : 개업.
- 1987년 4월 1일 : 일본국유철도 분할 민영화에 의해, 시코쿠 여객철도가 승계.

## 인접 역
| 시코쿠 여객철도         | 시코쿠 여객철도 | 시코쿠 여객철도         |
| ----------------------- | --------------- | ----------------------- |
| B 18 사다미쓰 사코 방면 | 도쿠시마 선     | 에구치 B 20 쓰쿠다 방면 |